# Droga wojewódzka 613
Die Droga wojewódzka 613 (DW 613) ist eine Droga wojewódzka (Woiwodschaftsstraße) in der polnischen Woiwodschaft Ermland-Masuren, die Rybaki mit Miłomłyn verbindet. Die Strecke liegt im Powiat Ostródzki.

## Streckenverlauf
Woiwodschaft Ermland-Masuren, Powiat Ostródzki
-  Rybaki (Lansk)
-  Miłomłyn (Liebemühl)